# 松本享恭
松本 享恭（まつもと うきょう、1994年12月27日 - ）は、日本の俳優。福岡県出身。G-STAR.PRO所属。

## 略歴
デビュー前は福岡県でモデルをしていた。山田孝之主演の映画『手紙』に心を動かされて役者になりたいと思い、芸能界を目指していた。
2014年、トップコートの20周年記念オーディションのファイナリストに選ばれたのをきっかけに、芸能界デビューを果たす。
2015年、特撮ドラマ『ウルトラマンX』で貴島ハヤト役として俳優デビューし、テレビドラマ初出演。
2016年、特撮ドラマ『仮面ライダーエグゼイド』にて、花家大我 / 仮面ライダースナイプ役で自身が変身するヒーローを初めて演じる。
2018年、11月30日をもってトップコートを契約満了で退社し、以降フリーで活動を行う。同年12月29日、Instagramを開設。
2020年9月1日、フリーでの活動を経て、G-STAR.PROに所属する。

## 人物
仮面ライダーシリーズでは『仮面ライダークウガ』が一番好きで、『仮面ライダー龍騎』なども観ており、大人になってからも『仮面ライダードライブ』や『仮面ライダーゴースト』を観ていたという。

## 出演
主演は太字。

### テレビドラマ
- ウルトラマンX（2015年7月14日 - 12月22日、テレビ東京） - 貴島ハヤト 役[4]
- 仮面ライダーエグゼイド（2016年10月2日 - 2017年8月27日、テレビ朝日） - 花家大我 / 仮面ライダースナイプ 役[7]
- ゆとりですがなにか 純米吟醸純情編 （2017年7月2日・9日、日本テレビ） - 学生 役
- 人狼ゲーム ロストエデン（2018年1月20日 - 3月24日、tvk ほか） - 水谷和希 役
- 福岡恋愛白書13 キミの世界の向こう側（2018年3月23日、KBCテレビ） - 池田卓也 役
- ヒーローを作った男 石ノ森章太郎物語（2018年8月25日、日本テレビ） - 矢部 役
- 結婚相手は抽選で（2018年10月6日 - 11月24日、東海テレビ・フジテレビ） - 北風祐輔 役
- 相棒 season17 第1話・第2話（2018年10月17日・24日、テレビ朝日） - 中迫教之 役
- 虫籠の錠前（2019年3月22日 - 5月10日、WOWOW） - サオトメ 役
- ビッ友×戦士 キラメキパワーズ!（2021年7月11日 - 2022年6月26日、テレビ東京） - シャイニーさん 役[9]
- シェアするラ！インスタントラーメンアレンジ部はじめました。（2022年4月7日 - 6月23日、BS-TBS） - 福井恭一 役[10]
- ドゲンジャーズ ハイスクール（2022年4月10日 - 6月26日、KBC 他3局） - テツ 役
- 遺留捜査 第7シリーズ 第1話・第2話（2022年7月14日・21日、テレビ朝日） - 大場和也 役
- ドロップ（2023年6月2日 - 8月4日、WOWOW） - 加藤宏次郎 役[11]
- 恐怖の化学 ｢崩れゆく現実｣ (2023年8月19日、NHKｰBSプレミアム) - 男性 役 (ドラマパート)
- 瓜を破る～一線を越えた、その先には（2024年1月24日、TBS） - 佐伯 役
- おいハンサム!!2 第3話（2024年4月20日、東海テレビ・フジテレビ） - 柳沢 役[12]
- 降り積もれ孤独な死よ 第6話（2024年8月11日、読売テレビ・日本テレビ系） - 米田深雪の夫 役[13]
- D&D〜医者と刑事の捜査線〜（2024年10月18日 - 11月29日、テレビ東京） - 竹内要 役[14]
- ドラマW ゴールデンカムイ -北海道刺青囚人争奪編- 第4話（2024年10月27日、WOWOW） - 茨戸のヤクザ 役

### 映画
- 劇場版 ウルトラマンX きたぞ!われらのウルトラマン（2016年3月12日、松竹） - 貴島ハヤト 役
- 仮面ライダーシリーズ（東映） - 花家大我 / 仮面ライダースナイプ 役
  - 仮面ライダー平成ジェネレーションズ Dr.パックマン対エグゼイド&ゴーストwithレジェンドライダー（2016年12月10日）
  - 仮面ライダー×スーパー戦隊 超スーパーヒーロー大戦（2017年3月25日）
  - 劇場版 仮面ライダーエグゼイド トゥルー・エンディング（2017年8月5日）
  - 仮面ライダー平成ジェネレーションズ FINAL ビルド&エグゼイドwithレジェンドライダー（2017年12月9日）
- 闇金ぐれんたい（2018年1月20日、国映） - 主演・御子柴正次 役
- 人狼ゲーム インフェルノ（2018年4月7日、AMGエンタテインメント） - 水谷和希 役
- パパはわるものチャンピオン（2018年9月21日、ショウゲート） - 町田翔平 役[15]
- スーパー戦闘 純烈ジャー（2021年9月10日、東映ビデオ） - ガラン 役[16]
- 川のながれに（2021年11月28日） - 主演・君島賢司 役
- ゴリラホール（2025年公開予定） - 西 役[17]

### Webドラマ
- 仮面戦隊ゴライダー（2017年3月25日 - 4月8日、auビデオパス） - 仮面ライダースナイプの声 役
- 不能犯（2017年12月22日 - 2018年1月12日、dTV） - 荒川晋平 役
- 幽☆遊☆白書（2023年12月14日、Netflix）

### オリジナルビデオ
- 仮面ライダーシリーズ
  - 仮面ライダーエグゼイド [裏技] 仮面ライダースナイプ エピソードZERO（2017年） - 主演・花家大我 / 仮面ライダースナイプ 役
  - 仮面ライダーエグゼイド [裏技] 仮面ライダーゲンム PART.II・III（2017年4月15日[注 1]） - 花家大我 / 仮面ライダースナイプ 役
  - 仮面ライダーエグゼイド トリロジー アナザー・エンディング（2018年）
    - 仮面ライダーブレイブ&仮面ライダースナイプ（2018年3月28日） - 主演・花家大我 / 仮面ライダースナイプ / 仮面ライダークロノス 役（※瀬戸利樹とW主演）
    - 仮面ライダーゲンムVS仮面ライダーレーザー（2018年4月25日） - 花家大我 / 仮面ライダースナイプ 役

### 舞台
- 武士白虎 もののふ白き虎 -幕末、「誠」に憧れ、白虎と呼ばれた若者達-（2015年9月17日 - 10月4日、東映） - 石田和助 役
- 舞台「黒子のバスケ」THE ENCOUTER（2016年4月8日 - 24日） - 水戸部凛之助 役
- 夢見書房シリーズ公演VOL.1 リーディング「ヴェニスに死す」（2016年5月3日 - 5日）
- タクフェス 春のコメディ祭！「笑う巨塔」（2018年3月29日 - 4月22日）

### ミュージックビデオ
- Anly『Beautiful』（2018年）

### CM
- 大塚製薬「オロナミンC」（2017年）
- SONY「PlayStation®VR」（2017年）

### ゲーム
- 仮面ライダーバトル ガンバライジング（2016年） - 仮面ライダースナイプ / 仮面ライダークロノス（大我） 役
- 仮面ライダー トランセンドヒーローズ（2016年） - 仮面ライダースナイプ 役
- オール仮面ライダー ライダーレボリューション（2016年） - 仮面ライダースナイプ 役
- 仮面ライダー ブットバソウル（2016年） - 花家大我 / 仮面ライダースナイプ 役[18]
- 仮面ライダーバトル ガンバレジェンズ（2023年、アーケード） - 仮面ライダースナイプ / 仮面ライダークロノス（大我） 役

### 玩具・食玩
- 仮面ライダーエグゼイド エキサイトリンク エグゼイドアームズII 鳴る!!バンバンシューティングガシャット（2017年4月11日） - 花家大我 役
- 仮面ライダーエグゼイド DXゲームスコープ（2017年6月14日） - 花家大我 役
- DX仮面ライダークロニクルガシャット ライドプレイヤーver.（2017年11月） - 花家大我 役
- DX仮面ライダーエグゼイド メモリアルフィニッシュガシャットセット（2017年12月） - 花家大我 役